# 堀川桃香
堀川 桃香（ほりかわ ももか、2003年7月10日 - ）は、日本のスピードスケート選手。

## 人物
北海道広尾郡大樹町出身。大樹町立大樹小学校から大樹町立大樹中学校を経て、白樺学園高等学校卒。
兄弟の影響でスピードスケートを始め、小学校5年では釧路市の大会で2位入賞するなどしている。
中学校へ進学すると、全国中学校スケート大会では2年次、3年次に女子3,000mで2連覇を達成している。
高校はスケート界の名門たる白樺学園高等学校へ進学。高校進学後、1年生にして第69回全国高等学校スケート競技選手権大会にて女子1,500mと3,000mを制覇。2年となっても第70回全国高等学校スケート競技選手権大会で前年同様に1,500mと3,000mの二冠を制覇した。
2021年度、高校3年の12月に北京五輪代表選考会に果敢に挑戦し、女子5,000mで日本ジュニア記録を更新する7分10秒49で押切美沙紀に次ぐ2位に入り、同種目では日本人選手として史上最年少の18歳、高校生としても初となるオリンピック代表に選出された。以前より家族ぐるみで交流を続けている漫画家の荒川弘が、代表選手になった堀川を応援する横断幕を寄贈。また、応援旗をはじめとするグッズ、協賛金返礼用のマスクに印刷する描きおろしイラストも提供された。
2022年北京オリンピックのスピードスケート競技では女子5000mで自己記録を更新して10位となった。
北京オリンピックでの競技後、日本電産サンキョーに入ることが発表されたが、2022年3月1日に堀川が卒業式で同社での抱負を述べた直後、今季限りでのスケート部廃部が報じられた。事前連絡のない突然の廃部であり、進路に心配の声が上がったが、翌2日、富士急行スケート部に内定したことが報じられた。
- 山梨日日新聞の取材によれば、堀川の叔母の堀川友里も富士急行所属の中長距離スケート選手としてアジア大会や全日本選手権、国体などに出場していたという[18]。

2023年2月19日、ワールドカップの今シーズン最終戦の女子マススタートでW杯初優勝。